# Popis borbi bikova u BiH
Popis borba bikova u BiH:
(popis nije potpun)
- Čevljanovići kod Sarajeva[1]
- Gorica-Sovići kod Gruda[2]
- Graci, kod Mrkonjića Grada
- Granice kod Busovače[3]
- Hrustovo
- Jajce
- Ključ, Velegići
- Kruševo kod Mostara[4]
- Kudići kod Velike Kladuše
- Livno, Vržerala[5]/Bilo polje, Podhum[6](Seoska olimpijada Buško blato), Crna stina[7]
- Posušje, Ilijino brdo (Vir (Posušje, BiH)?) (Podbila[8])
- Rakitno
- Ričica
- Sanica, Gronji Budelj ( Grmeč (Grmečka korida)
- Stričići kod Banje Luke (Kočićev zbor)[9]
- Visoko, Buci
- Vitez, na Raškom polju[10]
- Žepče
- Tomislavgrad